# E.B.E. (The X-Files)
«E.B.E.» (abreviatura de entidad biológica extraterrestre) es el décimoséptimo episodio de la primera temporada de la serie de televisión de ciencia ficción estadounidense The X-Files. Se estrenó en la cadena Fox el 18 de febrero de 1994. Fue escrito por Glen Morgan y James Wong y dirigido por William Graham. El episodio presentó a los personajes recurrentes de los pistoleros solitarios, interpretados por Bruce Harwood, Dean Haglund y Tom Braidwood; y vio a Jerry Hardin repetir su papel de Garganta Profunda. El episodio ayudó a explorar la mitología general de la serie. «E.B.E.» obtuvo una calificación Nielsen de 6.2, siendo visto por 5.8 millones de hogares en su transmisión inicial; y recibió críticas positivas de los críticos.
El programa se centra en los agentes especiales del FBI Fox Mulder (David Duchovny) y Dana Scully (Gillian Anderson) que trabajan en casos vinculados a lo paranormal, llamados expedientes X. Cuando Mulder y Scully investigan el posible contrabando de un ovni estrellado y su habitante a través de Estados Unidos, se encuentran siendo espiados y enfrentan dudas sobre los motivos de un informante secreto.
Inspirado en la película Todos los hombres del presidente, «E.B.E.» fue el primer episodio centrado en la mitología escrito para el programa por los escritores Glen Morgan y James Wong. El episodio también presentó a los personajes de los pistoleros solitarios: los teóricos de la conspiración John Fitzgerald Byers (Harwood), Richard Langly (Haglund) y Melvin Frohike (Braidwood). Los personajes, que se utilizaron para ayudar a Mulder a parecer más creíble, más tarde se convirtieron en personajes recurrentes y finalmente obtuvieron su propia serie derivada, The Lone Gunmen.

## Argumento
En los cielos sobre la frontera de Irak con Turquía, un avión de combate iraquí derriba un ovni. Más tarde, en Tennessee, un camionero llamado Ranheim dispara a algo en la oscuridad mientras otro ovni sobrevuela. Fox Mulder (David Duchovny) y Dana Scully (Gillian Anderson) investigan el avistamiento al día siguiente, pero las autoridades locales que no cooperan rápidamente dejan ir a Ranheim. En un evento aparentemente intrascendente, una mujer toma prestado brevemente el lápiz de Scully antes de salir de Tennessee.
De vuelta en Washington D. C., Mulder le presenta a Scully a los pistoleros solitarios, un trío de excéntricos teóricos de la conspiración con los que colabora. Después de regresar a la sede del FBI, Scully descubre un dispositivo de vigilancia dentro de su lápiz. Mulder se reúne con Garganta Profunda, quien le proporciona documentación de una transmisión iraquí interceptada sobre el ovni derribado. Scully continúa investigando el incidente de Tennessee, y se entera de que se agregaron más de 900 kilos de peso extra al camión de Ranheim. También descubre la verdadera identidad de Ranheim como Frank Druce. Mulder y Scully discuten brevemente sobre la confiabilidad de la fuente de Mulder (Garganta Profunda), a quien Mulder defiende.
Mulder tiene la intención de rastrear el camión de Druce, que se dirige a Colorado. Sin embargo, antes de irse, Garganta Profunda se le acerca en su apartamento y le ofrece la foto de un supuesto ovni en Fort Benning. Mulder inicialmente cree que el camión de Druce es un señuelo destinado a distraerlo del ovni, pero descubre que la foto de Garganta Profunda es falsa. Cuando Mulder se enfrenta a Garganta Profunda, admite su engaño y confirma que la transmisión anterior fue genuina. También divulga que el camión transporta una entidad biológica extraterrestre, o E.B.E., recuperada del lugar del accidente iraquí. Mulder y Scully escapan de sus perseguidores y se dirigen hacia Las Vegas, la última ubicación conocida del camión.
Mulder y Scully alcanzan el camión y, mientras lo persiguen, se encuentran con un clima extraño. El camión se detiene, pero cuando miran dentro, encuentran que tanto Druce como el E.B.E. desaparecieron. Cuando investigan el camión y el área, Mulder concluye que el encuentro fue un engaño construido, con la intención de convencer al dúo de que cese la persecución. Con la ayuda de MUFON y NICAP, Mulder rastrea a Druce y al E.B.E. hasta una planta de energía en Mattawa, Washington. Con la ayuda de los pistoleros solitarios, los agentes ingresan a la planta con una identificación falsa. Su desconocimiento del sitio pronto los delata, pero Mulder huye de los guardias a través de un área restringida y está a punto de acercarse a la habitación donde se encuentra la criatura cuando los guardias armados lo detienen.
Garganta Profunda aparece y llama a los guardias, diciéndole a Mulder que el E.B.E. está muerto. Él revela un acuerdo hecho entre varios países después de Roswell de que cualquier E.B.E. vivo encontrado sería asesinado, y que él es uno de los tres hombres que consiguieron ejecutar a un E.B.E. Mulder mira a través de la ventana hacia la celda de detención de la criatura, pero está vacía. Mulder sospecha que Garganta Profunda le está mintiendo, aunque no sabe qué parte de la información de Garganta Profunda es mentira. Posteriormente, Garganta Profunda deja a Mulder y Scully en libertad.

## Producción
Este episodio fue el primer episodio centrado en la mitología escrito para el programa por los escritores Glen Morgan y James Wong. Morgan afirma que el tono del episodio se inspiró en la película Todos los hombres del presidente. Algunas de las escenas se inspiraron en fotografías enviadas a Morgan y Wong por exploradores de ubicaciones de una central eléctrica de BC Hydro, que se utilizó como lugar de rodaje en el episodio. El área de «laboratorio»" vacía que había mantenido la entidad epónima del episodio en la escena final era, de hecho, una instalación de investigación utilizada para probar eventos de corriente eléctrica.
El episodio también presentó a los personajes de los pistoleros solitarios, los teóricos de la conspiración John Fitzgerald Byers (Bruce Harwood), Richard Langly (Dean Haglund) y Melvin Frohike (Tom Braidwood). Los personajes, que se utilizaron para ayudar a Mulder a parecer más creíble, originalmente estaban destinados a aparecer solo en este episodio, pero debido a su popularidad en internet, regresaron en el episodio de la segunda temporada «Blood» y se convirtieron en personajes recurrentes. La inspiración para los pistoleros solitarios vino de un grupo de hombres que los escritores Glen Morgan y Marilyn Osborn conocieron en una convención de ovnis en junio de 1993. El trío posteriormente aparecería en la serie derivada Los pistoleros solitarios. Tom Braidwood, quien interpreta al pistolero solitario Melvin Frohike, fue el primer asistente de dirección de la serie, y se convirtió en Frohike después de pasar por la oficina donde los productores estaban interpretando los papeles de los pistoleros. El nombre de Braidwood se había utilizado en varios episodios, incluido este, como un chiste interno debido a su papel de asistente de dirección.

## Recepción
«E.B.E.» se estrenó en la cadena Fox el 18 de febrero de 1994. El episodio obtuvo una calificación Nielsen de 6,2 con una participación de 9, lo que significa que aproximadamente el 6,2 por ciento de todos los hogares equipados con televisión y el 9 por ciento de los hogares que miran televisión, sintonizaron el episodio. Un total de 5,8 millones de hogares vieron este episodio durante su emisión original.
El escritor James Wong estaba decepcionado con el episodio, sintiendo que «no hizo un gran trabajo con el guion. Queríamos hacer un programa que tratara sobre la paranoia y la teoría de la conspiración, pero al final sentí que el ganar mucho terreno nuevo o aprender muchas cosas nuevas realmente no lo hicimos. Creo que jugamos mucha textura en lugar de sustancia». El creador de la serie Chris Carter, por otro lado, afirmó que el episodio fue uno de los primeros episodios más populares de la temporada y pensé que el teaser y la escena en la que Mulder se encontraba con Garganta Profunda en un tanque de tiburones eran memorables. También elogió la actuación de Jerry Hardin en el episodio, y encontró que le dio al programa la «credibilidad» que necesitaba.
En una retrospectiva de la primera temporada de Entertainment Weekly, el episodio fue calificado con una A, siendo llamado «denso, deslumbrante y oscuro», y se elogió la introducción de los pistoleros solitarios. Zack Handlen, escribiendo para The A.V. Club, lo describió como «ocasionalmente torpe pero generalmente divertido», encontrando las revelaciones de la motivación de Garganta Profunda como un punto culminante. Matt Haigh, que escribe para Den of Geek, sintió que el episodio era un buen ejemplo de la serie que se niega a «mostrar su mano demasiado pronto», diciendo que incluso habría funcionado bien como final de temporada. La trama de «E.B.E.» también fue adaptada como novela para adultos jóvenes en 1996 por Les Martin.

### Novelización
- E.B.E. en Internet Speculative Fiction Database (en inglés)

- Datos: Q13422367